# Georges Bayrou
Georges Bayrou (* 21. Dezember 1883 in Cette (heute Sète); † 5. Dezember 1953) war ein französischer Fußballspieler und -funktionär.
Als Spieler lief Bayrou zunächst für den Gallia Club Paris auf, mit dem er 1905 nach einem 1:0-Erfolg gegen den RC Roubaix den französischen Championnat de football der USFSA gewann. Drei Jahre später kam er bei einem Länderspiel gegen Dänemark im Rahmen der Olympischen Spiele 1908 zu seinem einzigen Länderspieleinsatz für die französische Nationalmannschaft, das mit einer 1:17-Niederlage endete. Anschließend kehrte er in seinem Heimatort zurück und schloss sich dem FC Cette an. Parallel zu seiner Spielertätigkeit übernahm er das Präsidentenamt des Klubs. 
Auch nach seinem Karriereende blieb Bayrou dem FC Cette bzw. nach Umbenennung FC Sète im Präsidentenamt erhalten. In dieser Funktion war er überregional in den Gremien der Fédération Française de Football vertreten, in denen er lange Zeit für die Einführung des Berufsspielertums plädierte. Dabei machte er auch mehrfach seinen Einfluss zugunsten des von ihm vertretenen Klubs geltend. So wurden Verstöße gegen das seinerzeit geltende Amateurstatut sowie gegen die Regelungen zum Einsatz von ausländischen Spielern nicht geahndet. Im September 1953 rückte er als Nachfolger seines Ende August verstorbenen Vereinskameraden Emmanuel Gambardella als Präsident der Ligue de Football Professionnel, der FFF-Kommission der Profiklubs, nach, verstarb jedoch selbst nach drei Monaten im Amt. Nachdem die beiden langjährigen Gönner verstorben waren, stieg der FC Sète im Sommer 1954 aus der Ligue 1 ab. 
In seiner Heimatstadt Sète ist ein Fußballstadion nach ihm benannt, das jedoch nicht von seinem Stammverein FC Sète genutzt wird.